# Inter Cars
Inter Cars ist ein polnisches Großhandelsunternehmen, das sich vor allem auf den Vertrieb von Teilen für Nutzfahrzeuge spezialisiert hat. Daneben produziert es Werkzeuge, stattet Werkstätten aus und führt Forschungs- und Schulungsprojekte durch. Mit 578 Niederlassungen in 18 Ländern ist es einer der größten Ersatzteilanbieter Europas. Zur gleichnamigen Unternehmensgruppe gehört ferner der Nutzfahrzeughersteller Feber, dessen Angebot in erster Linie Muldenkipper umfasst.
Das Unternehmen ist an der Warschauer Börse notiert und im polnischen Mittelwerteindex mWIG40 enthalten.

## Unternehmensprofil
Gegründet wurde Inter Cars 1990 im Zuge der Liberalisierung des polnischen Wirtschaftsmarktes nach dem politischen Umbruch in Polen als familienbetriebenes Einzelhandelsunternehmen, das zunächst nur Ersatzteile für Pkw vertrieb. 1996 wurden weitere Niederlassungen und ein Zentrallager eingerichtet; im Jahr 2000 begann die Unternehmensexpansion ins Ausland. Seit 2004 wird Inter Carsan der Warschauer Wertpapierbörse notiert und erzielte zwei Jahre später erstmals Einnahmen in Höhe von über 1 Milliarde Złoty.
In den letzten Jahren hat Inter Cars zahlreiche Tochtergesellschaften gegründet oder andere Branchenakteure aufgekauft. Im Geschäftsjahr 2022 erzielte Inter Cars einen Reingewinn von umgerechnet 170,7 Millionen Euro und beschäftigte rund 3000 Mitarbeiter. Mittlerweile zählen zur gleichnamigen Unternehmensgruppe rund zehn Unternehmen wie die Prüforganisation Intermeko oder der Motorenregenerationsanbieter Lauber. Des Weiteren ist Inter Cars Vertragspartner von Ford Trucks für Polen. Zu den größten Wettbewerbern von Inter Cars zählen Europart, Wessels & Müller sowie Winkler.

### Feber

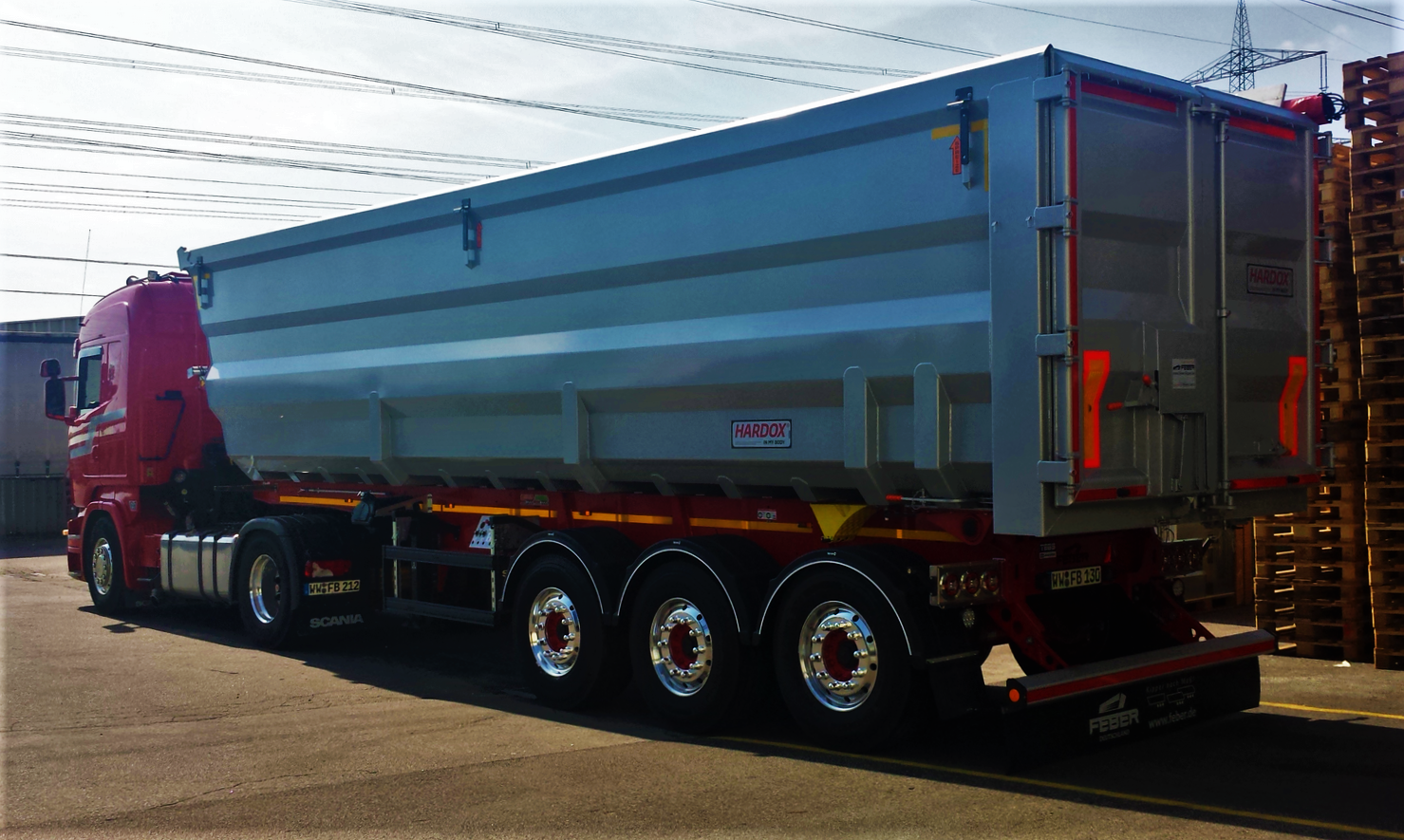
Ein Sattelkipper von Feber für den Transport von Schrott, gekoppelt an einer Sattelzugmaschine von Scania.

2004 expandierte Inter Cars in die Fahrzeugbaubranche und gründete dafür in Sieradz die Tochtergesellschaft Feber, die nach heimischen Mitbewerbern wie Wielton, Zasław und Mega mittlerweile zu den größten Produzenten von Aufliegern und Anhängern für Lkw sowie Traktoren in Polen zählt. Im Geschäftsjahr 2018 erzielte Feber einen Umsatz von umgerechnet 19 Millionen Euro.
Neben der Produktion von Nutzfahrzeugen für Fremdmarken, wie Schubbodenaufliegern für den französischen Anbieter Legras oder Tiefladeaufliegern für den italienischen Wettbewerber Cometto, vertreibt Feber seit 2010 Nutzfahrzeuge unter dem eigenen Markennamen. Sämtliche verbauten Teile stammen von namhaften Zulieferern wie Alcoa, Eldeck, Hyva, Knorr oder Wabco. Bei der Montage werden zudem ausschließlich hochwertige Stahlelemente der Gattungen Hardox und Stenx eingesetzt.
Zu den wichtigsten Absatzmärkten von Feber zählen vor allem die Länder Skandinaviens, des Baltikums und der Britischen Inseln. Seit 2016 werden die Produkte von Feber auch in Deutschland und Österreich vertrieben.